# Deutsche Botschaft Abuja
Die Deutsche Botschaft Abuja ist die offizielle diplomatische Vertretung Deutschlands in Nigeria. Seit 2022 ist Annett Günther als außerordentliche und bevollmächtigte Botschafterin Leiterin der Botschaft.

## Lage
Die Botschaft hat ihren Sitz im Stadtteil Maitama der nigerianischen Hauptstadt Abuja. Die Straßenadresse lautet: 9 Lake Maracaibo Close, Maitama, Abuja.

## Gliederung
Die Botschaft gliedert sich wie folgt:
- Politikreferat
- Wirtschaftsreferat
- Referat für wirtschaftliche Zusammenarbeit
- Kultur- und Pressereferat
- Rechts- und Konsularreferat
- Flucht- und Migrationsreferat
- Militärattachéstab

## Militärattaché
Seit mindestens Ende 2001 ist ein deutscher Verteidigungsattaché an der Botschaft in Abuja akkreditiert. Mit Entscheidung vom 22. Januar 2010 wurde der Militärattachéstab zur Abdeckung mehrerer Nebenakkreditierungen ab dem 1. September 2013 mit einem stellvertretenden Verteidigungsattaché verstärkt. Neben Nigeria betreut der Militärattachéstab auch die Länder Benin, Burkina Faso, Côte d’Ivoire, Ghana, Mali und Togo.

## Generalkonsulat
Deutschland unterhält neben der Botschaft in Abuja ein Generalkonsulat in Lagos. Es liegt auf Victoria Island nahe der Brücke zur Lagos Island an der Mündung des Five Cowries Creek in den Commodore Channel. Das Generalkonsulat wird seit 2021 vom Generalkonsul Bernd von Münchow-Pohl geleitet. Der Amtsbezirk des Generalkonsulats umfasst die 17 südlichen Bundesstaaten Nigerias, die die geopolitischen Zonen Süd-West, Süd-Süd und Süd-Ost bilden. Zudem ist das Generalkonsulat für Visumanträge für ganz Nigeria zuständig.

## Geschichte
Am 4. Januar 1954 wurde in Lagos ein Konsulat eröffnet. Am 1. Oktober 1960 wurde Nigeria unabhängig und Lagos zur Hauptstadt. Am 4. Oktober 1960 wurde das Konsulat daher zur Botschaft umgewandelt. Am 12. Dezember 1991 wurde Abuja offiziell die Hauptstadt Nigerias. Seit dem 14. April 1993 bestand dort eine Botschaftsaußenstelle, aber erst Anfang 2001 erhielt sie offiziellen Botschaftsstatus und die Botschaft in Lagos wurde zur Botschaftsaußenstelle. Seit dem 1. September 2008 ist der Standort Lagos Generalkonsulat.